# DeWanda Wise

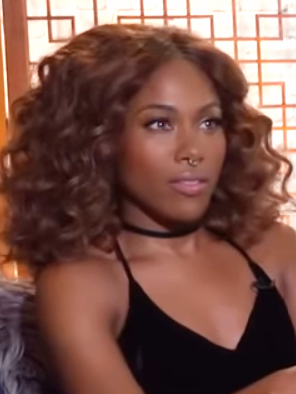
DeWanda Wise (2019)

DeWanda Wise (* 30. Mai 1984 in Jessup, Maryland, USA) ist eine US-amerikanische Schauspielerin. Bekannt wurde sie vor allem durch ihre Hauptrolle in der Serie Nola Darling.

## Leben
DeWanda Wise besuchte die High School in Columbia. Nach ihrem Abschluss studierte sie an der Tisch School of the Arts in New York, die sie 2006 mit Abschlüssen in den Fächern Drama und Kulturanalyse verließ.
2006 war sie in den Kurzfilmen Super Powers und Who’s Calling erstmals vor der Kamera zu sehen. Seitdem tritt sie vor allem in Independentfilmen auf. 2009 trat sie in einer unaufgeführten Rolle im Filmdrama Precious – Das Leben ist kostbar auf. Ihre Gastrollen im Fernsehen umfassen Auftritte in Criminal Intent – Verbrechen im Visier, Liebe, Lüge, Leidenschaft, The Unusuals, Good Wife, Law & Order: Special Victims Unit, Boardwalk Empire und The Mentalist. 2017 wurde sie als Clara in einer wiederkehrenden Rolle in der Serie Underground besetzt. Zudem war sie als Shameeka Campbell in der Serie Shots Fired zu sehen. Ebenfalls 2017 wurde sie in der von Spike Lee konzipierten Serienproduktion Nola Darling, die auf der gleichnamigen Filmkomödie aus dem Jahr 1986, dem Spielfilmdebüt des Filmemachers basiert, in der titelgebenden Hauptrolle besetzt. Aufgrund von Überschneidungen mit den Dreharbeiten der zweiten Staffel zur Serie lehnte sie eine Rolle im Film Captain Marvel ab. Sowohl ihre Rolle in Nola Darling als auch die Rolle in Shots Fired, brachten ihr Nominierungen für den Black Reel Award ein. 2022 war sie in einer zentralen Nebenrolle im Film Jurassic World: Ein neues Zeitalter zu sehen.
Wise heiratete 2009 den Schauspieler Alano Miller, mit dem sie vor der Hochzeit gerade einmal drei Monate liiert war. Sie ernähren sich beide vegan und leben in Pasadena.

## Filmografie (Auswahl)
- 2006: Super Powers (Kurzfilm)
- 2007: Criminal Intent – Verbrechen im Visier (Criminal Intent, Fernsehserie, Episode 6x11)
- 2007: Spinning Into Butter
- 2007: Soul Mates
- 2007: Steam
- 2008: Liebe, Lüge, Leidenschaft (One Life to Live, Fernsehserie, eine Episode)
- 2009: Precious – Das Leben ist kostbar (Precious)
- 2009: The Unusuals (Fernsehserie, Episode 1x05)
- 2010: Pour aimer, encore (Kurzfilm)
- 2011: Good Wife (The Good Wife, Fernsehserie, Episode 2x10)
- 2011: Law & Order: Special Victims Unit (Fernsehserie, Episode 12x14)
- 2011: Smoking Nonsmoking
- 2011: Boardwalk Empire (Fernsehserie, Episode 2x04)
- 2012: Firelight (Fernsehfilm)
- 2014: The Mentalist (Fernsehserie, Episode 6x22)
- 2015: Knucklehead
- 2015: Sorta My Thing (Miniserie, 2 Episoden)
- 2016: How to Tell You’re a Douchebag
- 2017: Underground (Fernsehserie, 5 Episoden)
- 2017: Shots Fired (Fernsehserie, 10 Episoden)
- 2017–2019: Nola Darling (She’s Gotta Have It, Fernsehserie, 19 Episoden)
- 2018: The Weekend
- 2019: Someone Great
- 2019: Twilight Zone (The Twilight Zone, Fernsehserie, Episode 1x06)
- 2021: Fatherhood
- 2021: The Harder They Fall
- 2022: Jurassic World: Ein neues Zeitalter (Jurassic World Dominion)
- 2023: Poolman
- 2023: Three Women (Miniserie)
- 2024: Imaginary
- 2025: Love, Brooklyn

## Auszeichnungen und Nominierungen (Auswahl)
Black Reel Award
- 2017: Nominierung als Beste Nebendarstellerin in einer Miniserie oder Fernsehfilm für Shots Fired
- 2019: Nominierung als Beste Darstellerin in der Comedyserie für Nola Darling